# Richard Bong
Richard Ira Bong (Superior (Wisconsin), 24 september 1920 – bij Burbank (California), 6 augustus 1945) was een Amerikaanse gevechtspiloot uit de Tweede Wereldoorlog.

## Levensloop

### Algemeen
Bong vloog tussen 1941 en 1944 met een Lockheed P-38 Lightning verkenningsvluchten boven de Stille Oceaan, het oceanisch gebied bij Zuidoost-Azië. Tijdens deze vluchten haalde hij maar liefst veertig Japanse gevechtsvliegtuigen neer, het Amerikaans record.

### Jeugd en eerste jaren bij de marine en luchtvaartdienst
Richard Bong werd geboren op het platteland van Minnesota als kind van Zweedse immigranten. Bong trad in 1938 als vrijwilliger in dienst bij de Amerikaanse marine. In 1940 vroeg hij overplaatsing naar de Marine Luchtvaartdienst. Bong bleek een snelle denker te zijn en een man met veel moed; beide eigenschappen waren noodzakelijk voor een goede piloot. Vanwege z'n talenten werd Bong gevraagd of hij wilde experimenteren met een nieuw vliegtuig dat toen nog in ontwikkeling was: de Lockheed P-38 Lightning. Dit was een, voor die tijd, revolutionair toestel met twee motoren en een dubbele staart. De P-38 stond bekend als een zeer moeilijk te vliegen toestel maar Bong bewees er een virtuoos in te zijn.

### Tijdens WOII
Toen Japan op 7 december 1941 Pearl Harbor aanviel kreeg Bong de opdracht om met z'n P-38J Lightning de steeds verder oprukkende troepen op te sporen en te lokaliseren. De troepen werden meestal bewaakt door Japanse vliegtuigen en dikwijls raakte Bong betrokken in vuurgevechten. In maart 1942 vernietigde Bong z'n eerste vliegtuig, vanaf dat moment ging z'n carrière in een stroomversnelling.
In juli 1943 haalde Bong in één dag tijd vier Japanse vliegtuigen neer. Twee weken later schoot hij tijdens een vijftien minuten durend duel de Japanse toppiloot Hidago Koyuri neer. Kort daarna werd Bong onderscheiden met de Medal of Honor, Amerika's hoogste onderscheiding. Al z'n overwinningen behaalde Bong in hetzelfde toestel: een P-38J Lightning met op de zijkant een geschilderd portret van Marge, Bongs vriendin, tevens later zijn echtgenote.
In januari 1944 had hij ruim 32 vijandige toestellen vernietigd toen hij werd benoemd tot kapitein en een eigen squadron ter beschikking kreeg. Dit squadron, dat bestond uit 30 piloten die allemaal door Bong waren opgeleid, behoorde tot de beste uit de oorlog. Bong haalde tijdens zijn carrière nog zeker acht vijandige vliegtuigen neer, het totale squadron vernietigde ruim 150 vijandige vliegtuigen. Tijdens deze oorlog was er niet alleen positief nieuws over Bong te melden: op een dag vloog hij zo laag over de grond dat hij rakelings over de basis scheerde. Een vrouw die naast de basis woonde was net haar was aan het ophangen toen Bong met z'n vliegtuig zo rakelings langs haar vloog dat de was van de waslijn werd geblazen. De vrouw diende een klacht in en Bong moest voor straf de kleren opnieuw wassen.

### Ongeluk
In december 1944 werd Bong door zijn leidinggevenden gevraagd om weer vliegtuigen te gaan testen. Hij werkte onder andere mee aan de testen met de Lockheed P-80 Shooting Star, Amerika's eerste operationele straaljager.
In augustus 1945, op de laatste dag van de Tweede Wereldoorlog gebeurde met dit toestel een tragisch ongeval. Bong steeg op met z'n Shooting Star maar helaas viel de motor uit net na het opstijgen. Hij kon nog wel uit het toestel geraken, doch hij vloog eigenlijk te laag om te springen met de parachute. Zo kwam de hoogst scorende Amerikaanse 'ace' aan zijn einde. Op de dag van wat Bong tachtigste verjaardag zou zijn, werd er een museum over Bong geopend. In dit museum staat Bongs volledig gerestaureerde P-38, met nog steeds de beroemde beschildering van zijn vrouw, nu weduwe Marge.

## Militaire loopbaan
- Second Lieutenant, United States Army Air Forces: 19 januari 1942
- First Lieutenant, United States Army Air Forces: 29 maart 1943
- Captain, United States Army Air Forces: 24 augustus 1943
- Major, United States Army Air Forces: 1944

## Onderscheidingen
- United States Army Air Forces pilot badge
- Medal of Honor op 12 augustus 1944[2][3][4]
- Distinguished Flying Cross (Verenigd Koninkrijk)[3]
- Silver Star met bronzen Oak Leaf Cluster[3][4]
- Distinguished Flying Cross (Verenigde Staten) met 1 zilveren en 1 bronzen Cluster[3][4]
- Air Medal met 2 zilveren en 4 bronzen Oak Leaf Clusters[3]
- Presidentiële Eenheids Onderscheiding met bronzen Oak Leaf Cluster
- American Defense Service Medal[3]
- Amerikaanse Campagne Medaille[3]
- Azië-Pacifische Oceaan Campagne Medaille met zilver campagne Ster[3]
- World War II Victory Medal[3]
- Bevrijdingsmedaille van de Filipijnen met 1 bronzen Service Ster
- Filipijnse Presidentiële Eenheids Onderscheiding